# Imtech Deutschland
Die Imtech Deutschland GmbH & Co. KG war ein deutsches Unternehmen, das im Anlagenbau und in der technischen Gebäudeausrüstung tätig war. Als ehemalige Rudolph Otto Meyer (R.O.M.) gehörte sie ab 1997 zum niederländischen Imtech-Konzern. Medienaufmerksamkeit erregte Imtech Deutschland vor allem mit verschiedenen Korruptionsprozessen kurz vor seiner Insolvenz im Jahr 2015. Unter dem Namen ROM Technik steht derzeit ein aus der Insolvenzmasse übernommener Teil der Bremer Zech Group in der Tradition von Rudolph Otto Meyer.

## Geschichte

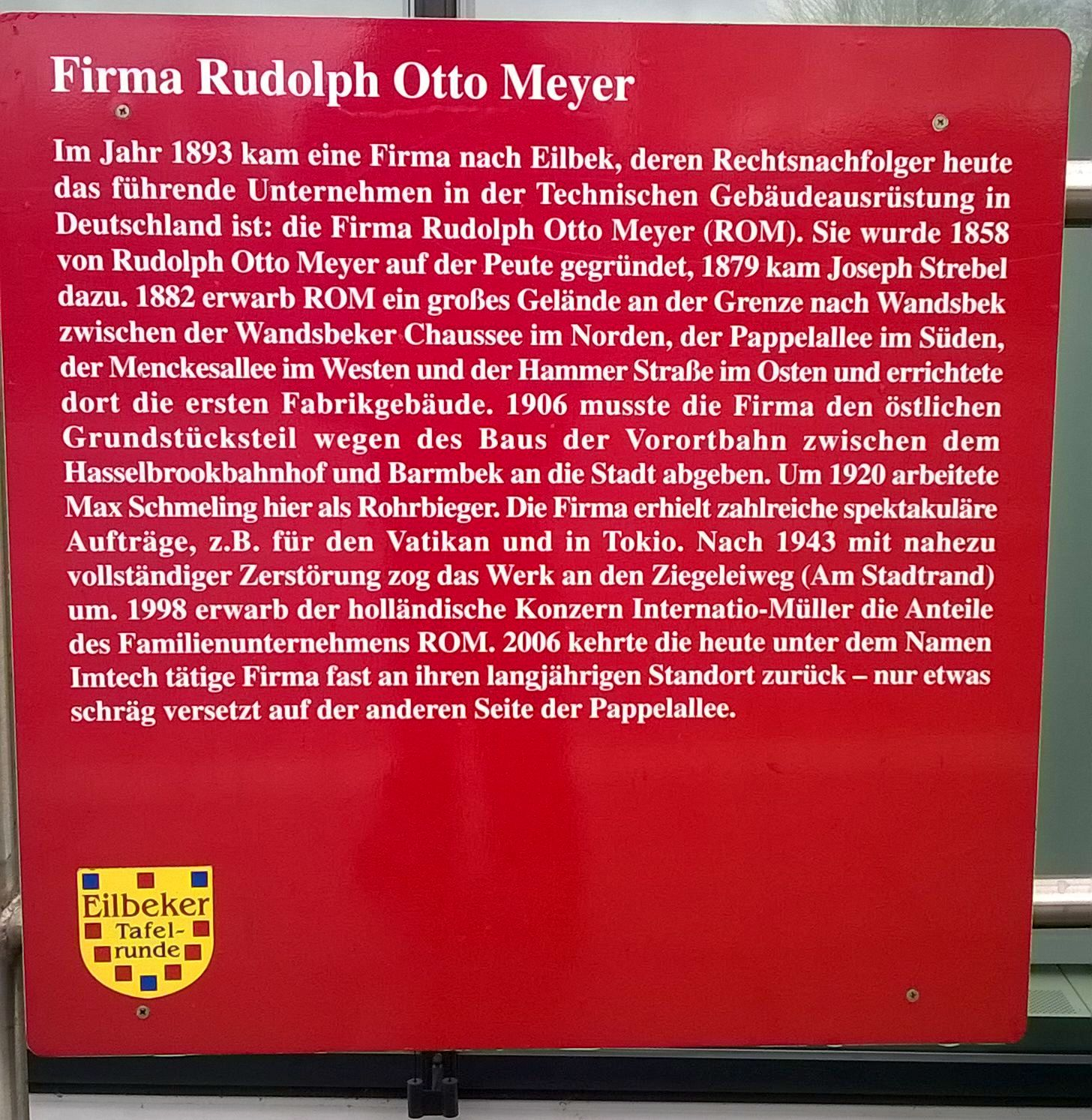
Infotafel zur Geschichte der Firma R. O. Meyer in Hamburg-Eilbek

Am 6. Juli 1858 gründete Rudolph Otto Meyer seinen Handwerksbetrieb auf der Elbinsel Peute in Hamburg zum Bau von Heizungsanlagen für Gewächshäuser. Seit den 1890er Jahren wurde der Bau von Kesseln und Kraftwerksanlagen und deren Installation betrieben, unter anderem zur Belieferung des neuen Hamburger Rathauses mit Fernwärme. Nach dem Zweiten Weltkrieg weitete sich die internationalen Tätigkeiten stark aus. So wurden Heizungsanlagen in den Nahen Osten und Indonesien unter anderem zur Ausrüstung von Krankenhäusern geliefert.
Im Jahr 1997 wurde das Unternehmen Rudolph Otto Meyer (R.O.M.) von den damaligen Gesellschaftern an Internatio Müller N.V. (später Imtech) verkauft. 2000 erfolgte die Übernahme der Rheinelektra Technik GmbH durch Imtech. Seit 2002 firmierte der deutsche Standort, in den R.O.M. und Rheinelektra aufgegangen waren, als Imtech Deutschland GmbH & Co. KG. Imtech Deutschland war auch für die Geschäfte in Polen, Rumänien, Österreich, Finnland und Russland verantwortlich. 2006 wurde das Unternehmen Fritz & Macziol mit Sitz in Ulm übernommen. Es war im Konzern an die Informationstechnologie-Sparte ICT angebunden.
Imtech Deutschland war an der Sanierung des Schiffes SS Rotterdam maßgeblich beteiligt, unter anderem an Elektroinstallation und Brandschutz. Im Juli 2008 kam es zur Unterbrechung der Arbeiten, weil Imtech mehr Geld verlangte. Das Unternehmen war im Zeitraum 2007 bis 2010 Generalauftragnehmer für die technische Ausrüstung der Zwillingstürme der Deutschen Bank in Frankfurt am Main. Nach Berichten des Handelsblatts im Februar 2011 wurden die Manager von Subunternehmen unter anderem mit Bordellbesuchen bestochen; diese wiederum durften schon Anfang 2010 im Gegenzug mehr Arbeitsstunden abrechnen. 2013 wurde bekannt, dass ein Wirtschaftskriminalist im Jahr 2011 im Auftrag des Konzerns in Sachen Korruption bei dem Bauprojekt ermittelt hatte. In den Ergebnissen dieser Ermittlungen wurde der Geschäftsführer der deutschen Tochter, Klaus Betz, schwer belastet, vom niederländischen Mutterkonzern jedoch gedeckt. Der beauftragte Ermittler, vom Telegraaf als Thomas Wüppesahl identifiziert, erhielt von Imtech Hausverbot.
Imtech Deutschland war von 2012 bis März 2013 federführend beim Bau von Adventure World Warsaw mit einem geplanten Gesamtinvestitionsvolumen von 800 Millionen US-Dollar. Die Staatsanwaltschaft ermittelte von Februar 2013 an wegen Korruption; das Projekt wurde vom Investor aufgegeben.
Im Verlauf des Jahres 2013 und 2014 kam es zu mehreren Prozessen wegen Bestechung, Bestechlichkeit, Betrugs, Untreue und ähnlichen Vorwürfen gegen Verantwortliche bei Imtech. Dies mündete unter anderem 2021 in einer Verurteilung von Klaus Betz und seines Vorgängers Jörg Schiele durch das Oberlandesgericht Hamburg.
Im August 2014 verkaufte der Mutterkonzern seine Informations- und Kommunikationstechniksparte an den französischen Mischkonzern VINCI S.A., wo sie später als Axians firmierte. Zudem wurden in der Schweiz neue Korruptionsvorwürfe gegen den Konzern laut.
In der Branche des Brandschutzes häuften sich seit 2013 zudem Meldungen von Problemen mit Gewerken von Imtech, die zu erheblichen Verzögerungen in der Fertigstellung oder sogar zur Kündigung von Verträgen geführt hatten.
Im Oktober 2013 stellte Imtech bei der Staatsanwaltschaft Hamburg eine Strafanzeige gegen acht eigene Manager.
In dieser Zeit wurden zudem mehrere Fälle von zum Teil deutlichen Bauverzögerungen und dadurch ausgelösten Nachzahlungen bei Projekten in der Verantwortung von Imtech Deutschland bekannt:
- Das Unternehmen war zusammen mit YIT, Bosch und Siemens am Bau der Rauch- und Wärmeabzugs des Flughafens Berlin-Brandenburg beteiligt; sie wurde entgegen behördlichen Auflagen geplant und war ohne aufwändigen Umbau nicht funktionsfähig.[17] Dieses Problem war eine Hauptursache für den verschobenen Eröffnungstermin.[18] Im Juli 2013 wurden zudem in der B.Z. Vorwürfe erhoben, Imtech habe einen Abrechnungsbetrug mit 40.000 nicht-geleisteten Arbeitsstunden mit einem Schaden in Millionenhöhe begangen.[19] Ein Untersuchungsausschuss des Abgeordnetenhauses von Berlin konnte diese Vorwürfe im Jahr 2021 jedoch nicht erhärten und sah es lediglich als erwiesen an, dass Imtech „nicht prüffähige Leistungen“ in Rechnung gestellt habe. Ob dies unberechtigte Leistungen ausgelöst habe, sei nicht mehr nachvollziehbar.[20]

- Das Zentrum für operative Medizin II als Teil des Universitätsklinikums Düsseldorf mit fünf Fachkliniken, zentraler Notaufnahme, zehn Operationssälen und 288 Betten konnte erst im September 2014 eröffnet werden.[21] Ursprünglich war die Eröffnung für 2009 geplant gewesen, doch kam es zu erheblichen Verzögerungen, unter anderem „wegen wesentlicher Mängel beim Brandschutz“, für den Imtech beauftragt war.[22] Die Kosten während des Nichtbetriebs für Reinigung, Heizung und technische Wartungsarbeiten betrugen 2 Millionen Euro jährlich.[23] Die Gerichtsverhandlung am Landgericht Düsseldorf begann im Januar 2016.[24]

- Der Neubau der Fachhochschule Bielefeld konnte nicht wie geplant im Herbst 2013 eröffnet werden. Der Bauherr, der Bau- und Liegenschaftsbetrieb NRW, bezeichnete maßgeblich Imtech als unzuverlässig.[25][26] Die Eröffnung erfolgte am offiziell am 25. September 2015.[27]

- Am 15. Oktober 2014 wurde bekannt, dass die Rathaus-Galerie in Hagen nicht wie geplant eröffnet werden konnte. Schuld waren Brandschutzmängel. Verantwortlich für diesen Bereich war Imtech.[28] Die Mängelliste zu Feuerschutz- und Lüftungstechnik wies etwa 800 Einzelpunkte auf, darunter gravierenden Defizite, die bis zuletzt nicht abgestellt wurden. Die GEDO, Bauherr des Projekts, kündigte den Vertrag mit Imtech zwei Wochen vor der geplanten Eröffnung.[29]

- Beim Neubau der Hochschule für Gesundheit auf dem Gesundheitscampus NRW in Bochum kam es zu Verzögerungen wegen Problemen mit dem Brandschutz.[30] Im Oktober 2014 wurde bekannt, dass der Bau- und Liegenschaftsbetrieb NRW vor allem Imtech verantwortlich gemacht und einen Großteil der Verträge mit dem Unternehmen gekündigt hatte.[31]

Am 5. November 2014 gab Imtech bekannt, dass Untersuchungen wegen Korruption bei zwei Kraftwerksprojekten für den Zeitraum 2008 bis 2010 aufgenommen werden. Das erfolge nach Hinweisen durch einen Whistleblower. Anhand von Absprachen und Scheinaufträgen im Gegenzug soll Imtech das Unternehmen RWE beim Bau des Kraftwerks Westfalen (Neubau Steinkohlen-Blöcke D und E) in Hamm und des niederländischen RWE-Kraftwerks Eemshaven in Eemsmond um zweistellige Millionenbeträge betrogen haben, so berichten Handelsblatt und Telegraaf. Das Unternehmen Ferrostaal Air Technology GmbH in Saarlouis erhielt von Imtech Gelder über Scheinrechnungen.
Die Staatsanwaltschaft Neuruppin erhob im Oktober 2015 Anklage gegen vier frühere leitende Mitarbeiter von Imtech und gegen einen ehemaligen Bereichsleiter von Imtech den Vorwurf der Bestechlichkeit wegen einer Nachzahlung im Dezember 2012 in Höhe von 65 Millionen Euro an Imtech durch den Aufsichtsrat des Flughafens Berlin Brandenburg. Der Mitarbeiter Francis G. war Prokurist und soll zwei Millionen Euro erhalten haben; die Staatsanwaltschaft stellte bei ihm bei einer Hausdurchsuchung 300.000 Euro sicher. Der Prozess endete im November 2016 mit der Verurteilung von drei Angeklagten.
Imtech erhielt 2010 den Zuschlag für die Technologien im Warschauer Nationalstadion. Im Januar 2015 wurden gegenüber Imtech 131 Millionen Euro von PBG gefordert für entstandenen Reparaturbedarf sowie Vertragsstrafen für die Verzögerung und die Verletzung von Sicherheitsstandards.
Die Staatsanwaltschaft München I durchsuchte unter Beteiligung des Bundeskartellamts am 3. Februar 2015 etwa 50 Objekte in einem Ermittlungsverfahren wegen des Vorwurfs eines Baukartells rund um Imtech.
Bis Februar 2015 wurden 70 Prozent des Managements von Imtech Deutschland vor dem Hintergrund von Unregelmäßigkeiten ausgetauscht. Klaus Betz sagte nach dem Bericht der ZEIT vom 16. Juli 2015 Ende 2014 gegenüber der Staatsanwaltschaft aus, dass er auf Anweisung des ehemaligen Konzernchefs René van der Bruggen Bilanzfälschungen vorgenommen habe. Im Juli 2015 wurde bekannt, dass der ehemalige Konzernchef René van der Bruggen von 2002 bis 2012 Gelder in Höhe von mindestens 100 Millionen Euro über Scheinrechnungen von der Deutschlandtochter an den Mutterkonzern hatte fließen lassen, um Defizite zu kaschieren.
Imtech Deutschland GmbH & Co. KG reichte am 6. August 2015 einen Insolvenzantrag ein. Betroffen waren zum Zeitpunkt der Insolvenz 960 Baustellen, darunter etwa die Oper Köln. Zuletzt blieb eine Zahlung von 21 Millionen Euro von Imtech an die deutsche Tochter aus, was die Zahlungsunfähigkeit auslöste. Zum 31. Dezember 2014 hatte Imtech Deutschland Forderungen von 270 Mio. Euro gegenüber dem Mutterkonzern und Verbindlichkeiten der holländischen Mutter von lediglich 114 Mio. Euro; der Saldo betrug über 150 Millionen Euro.
Am 6. August 2015 ordnete das Amtsgericht Hamburg die Eröffnung des vorläufigen Insolvenzverfahrens an, die Eröffnung des Insolvenzverfahrens folgte am 1. November 2015. Wenige Tage später erfolgte in den Niederlanden ein Insolvenzantrag der Konzernmutter.
In Folge der Insolvenz wurden die Geschäftsbereiche einzeln verkauft. Den Kernbereich Technische Gebäudeausrüstung übernahm die Zech Group, die ihn unter dem Namen ROM Technik weiterführt.
Die Vorgänge um die Krise und Insolvenz von Imtech Deutschland fand ein um fangreiches Medienecho. Beispielsweise warfen die Autoren in einem Artikel der „Zeit“ vom 16. Juli 2015 dem Unternehmen vor, zumindest zum Teil ein „kriminelles Geschäftsmodell“ zu verfolgen. Imtech habe Verzögerungen bei zehlreichen seiner Bauprojekte geschickt genutzt, um Beschleunigungs- und Nachtragszahlungen zu erhalten. Geld mit Stillstand zu verdienen sei die Königsdisziplin von Imtech – so ein im Artikel zitierter Mitarbeiter eines Bauamtes.

## Tätigkeitsfelder
Unternehmensbereiche waren Kraftwerks- und Energietechnik, Contracting, Forschung und Entwicklung, Reinraumtechnik, Daten- und Sicherheitstechnik, Prüfstandstechnik und Schiffbau-/Dockbautechnik. Zum Tätigkeitsspektrum gehörten Energie-, Klima-, Kommunikations- und Sicherheitstechnik für Stadien, Arenen, Flughäfen, Industrieanlagen und andere Gebäude. Es bestandenn mehr als 60 Niederlassungen in Deutschland sowie in einigen Ländern Osteuropas.
Der Unternehmensbereich Imtech Schiffbau-/Dockbautechnik betreute Kälte-, Klima- und Umwelttechnik, Dockbau und Offshore-Technologie sowie Brandschutz und Rohrleitungsbau im Schiffbau.
Die Sparte Imtech Marine Germany ging 2005 aus der übernommenen HDW-Hagenuk Schiffstechnik hervor. Sie stattete Schiffe mit elektrischen und elektronischen Anlagen aus und war in Deutschland in Hamburg, Kiel und Bremerhaven vertreten sowie mit ständigen Vertretungen auf den Werften wie Blohm & Voss und Nobiskrug in Rendsburg vorhanden. Eine Tochtergesellschaft in China produzierte für den asiatischen Markt produziert.
Imtech Automotive Testing Solutions (ATS) plante und entwickelte Prüfstände und Teststände für die Automobilindustrie. Es hatte Niederlassungen in China (Peking und Shanghai) sowie in Thailand. Der Hauptsitz befand sich in Hamburg, eine Niederlassung in Stuttgart. Der Verkauf an Weiss Umwelttechnik erfolgte November 2015 geplant.

## Sponsoring
Imtech Deutschland unterstützte den Hamburger SV. Unter anderem wurde Imtech ab Juli 2010 bis Juni 2015 Namensgeber für das Volksparkstadion. Darüber hinaus wurde Imtech „EnergieEffizienz-Partner“ des FC Bayern München und „Business-Partner“ des VfB Stuttgart. Den Fußball-Zweitligisten VfR Aalen unterstützte Imtech Deutschland GmbH als Haupt- und Trikotsponsor bis Juli 2013.

## Imtech Austria Anlagentechnik GmbH
Die Imtech Austria Anlagentechnik GmbH etablierte sich 2009 als eigenständiges Unternehmen, aber als Teil von Imtech Deutschland, am österreichischen Markt. Ihr Sitz war Linz. Sie war Sponsor des Eishockey-Vereins EHC Liwest Black Wings in Linz und SK Sturm Graz in Graz. Die ersten Managementmitglieder der IAAT waren Harald Winkler und Christian Dörn, beide vormals von VATECH/ELIN.
Imtech Austria arbeitete am Geriatriezentrum Baumgarten in Wien, der Wirtschaftsuniversität Wien und einigen Projekten der Österreichischen Bundesbahnen sowie am Justiz- und Gerichtszentrum in Eisenstadt, am SZX Neubau im Kaiser-Franz-Josef Spital in Wien, am ÖBB Tunnel Perschling und am Bundesschulzentrum Ried neben dem LKH Bad Aussee.
Als IAAT im ersten Halbjahr 2014 verkleinert wurde, wurde die Geschäftsführung durch den Geschäftsführer der ungarischen Gesellschaft übernommen. Dabei verlegte man auch den Sitz von einem repräsentativen Bürogebäude in den Linzer Hafen.
Am 28. August 2015 wurde für die österreichische Imtech der Konkursantrag beim LG Linz gestellt.